# Uranospinite
L'uranospinite (simbolo IMA: Usp) è un minerale molto raro del gruppo dell'autunite della classe minerale dei "fosfati, arseniati e vanadati" con composizione chimica Ca(UO2)2(AsO4)2 • 10(H2O) ed è quindi chimicamente un arseniato di calcio-uranile contenente acqua.

## Etimologia e storia
L'uranospinite fu scoperta nel 1871 da Albin Weisbach nella fossa "Weißer Hirsch" (Schneeberg) a Neustädtel nei Monti Metalliferi (in Sassonia, Germania), che è anche la località tipo. Fu anche descritto e nominato come minerale indipendente da Weisbach due anni dopo.
Il nome uranospinite è stato scelto per il contenuto di uranio, più il termine greco σπίυος ('spinos', che significa lucherino), in riferimento al colore verde.
Il campione tipo, cioè i campioni di minerali provenienti dalla località tipo, è disponibile presso il Museo di Mineralogia e Geologia di Dresda e presso l'Università di Freiberg in Germania con il numero di catalogo 21722 o 21725.

## Classificazione
Già nell'obsoleta, ma in parte ancora in uso, 8ª edizione della sistematica minerale secondo Strunz, l'uranospinite appartiene alla classe minerale dei "fosfati, arseniati e vanadati" e lì alla sottoclasse dei "fosfati di uranile/arseniati e vanadati di uranile", dove è elencata insieme ad autunite, fritzscheite, heinrichite, kahlerite, nováčekite, sabugalite, saléeite, torbernite, trögerite, uranocircite e zeunerite, con le quali forma il "gruppo dell'autunite" con il sistema nº VII/E.01.
La 9ª edizione della sistematica minerale di Strunz, valida dal 2001, utilizzata dall'Associazione Mineralogica Internazionale (IMA) e aggiornata al 2024, classifica l'uranospinite nella classe "8. Fosfati, arsenati, vanadati" e da lì nella sottoclasse "8.E Fosfati e arsenati di uranile"; questa è ulteriormente suddivisa in base al rapporto quantitativo della sostanza di uranile (UO2) rispetto al complesso fosfato, arseniato o vanadato (RO4), in modo che il minerale possa essere trovato nella suddivisione "8.EB UO2:RO4 = 1:1" in base alla sua composizione, dove può essere trovato insieme a torbernite, xiangjiangite, autunite, heinrichite, kahlerite, saléeite, uranocircite, zeunerite, hydronováčekite e nováčekite, con le quali forma il "gruppo dell'autunite" con il sistema nº 8.EB.05.
Nella Sistematica dei lapis (Lapis-Systematik) di Stefan Weiß l'uranospinite è classificata nella famiglia dei "fosfati, arseniati e vanadati" e da lì nella sottoclasse "fosfati/arsenati di uranile e vanadati di uranile con [UO2]2+ - [PO4]/[AsO4]3- e [UO2]2+ - [V2O8]6-, nonché vanadati isotipici (serie della sincosite)" dove si trova nel "gruppo dell'autunite" con il sistema nº VII/E.01-100.
Anche la classificazione dei minerali secondo Dana, che viene utilizzata principalmente nel mondo anglosassone, classifica l'uranospinite nella classe dei "fosfati, arseniati e vanadati" e lì nella sottoclasse dei "fosfati idrati, ecc.". Qui la si può trovare come unico membro del gruppo senza nome 40.02a.02 all'interno della suddivisione "fosfati idrati ecc., con A2+(B2+)2(XO4) • x(H2O), con (UO2)2+".

## Abito cristallino
Quasi tutte le fonti indicano per l'uranospinite una simmetria tetragonale. Secondo le tavole mineralogiche di Strunz e Nickel, l'uranospinite cristallizza nel gruppo spaziale I4/mmm (gruppo nº 139) con i parametri del reticolo a = 7,15 Å e c = 20,61 Å oltre a due unità di formula per cella unitaria.
Tuttavia, la biassialità ottica osservata in molti cristalli con angoli assiali di 2V = 0–62° è un'indicazione che la vera simmetria dell'uranospinite è inferiore. Un database differente fornisce per l'uranospinite il gruppo spaziale Pnma (gruppo nº 62) che corrisponde alla classe dei cristalli ortorombici. I parametri del reticolo sono dati come a = 14,35 Å, b = 20,66 Å e c = 7,17 Å con 4 unità di formula per cella unitaria.
La struttura cristallina è caratterizzata da strati di uranil-fosfato che giacciono paralleli al piano {001}. L'arsenico As5+ è tetraedrico circondato da 4 atomi di ossigeno, l'uranio (U6+) ottaedrico da 6 atomi di ossigeno. I tetraedri AsO4 sono collegati agli ottaedri UO6 su tutti e 4 gli angoli, gli ottaedri UO6 sono collegati ai tetraedri PO4 su 4 angoli.
Tra gli strati di uranil-arseniato si trovano le molecole d'acqua e gli ioni calcio. Ogni Ca2+ è ottaedrico coordinato da 6 molecole d'acqua. Le restanti 4 molecole d'acqua non sono direttamente legate a nessun catione. Tuttavia, con un complesso sistema di legami idrogeno, contribuiscono a una distribuzione equilibrata delle cariche e quindi alla stabilizzazione della struttura.

## Proprietà

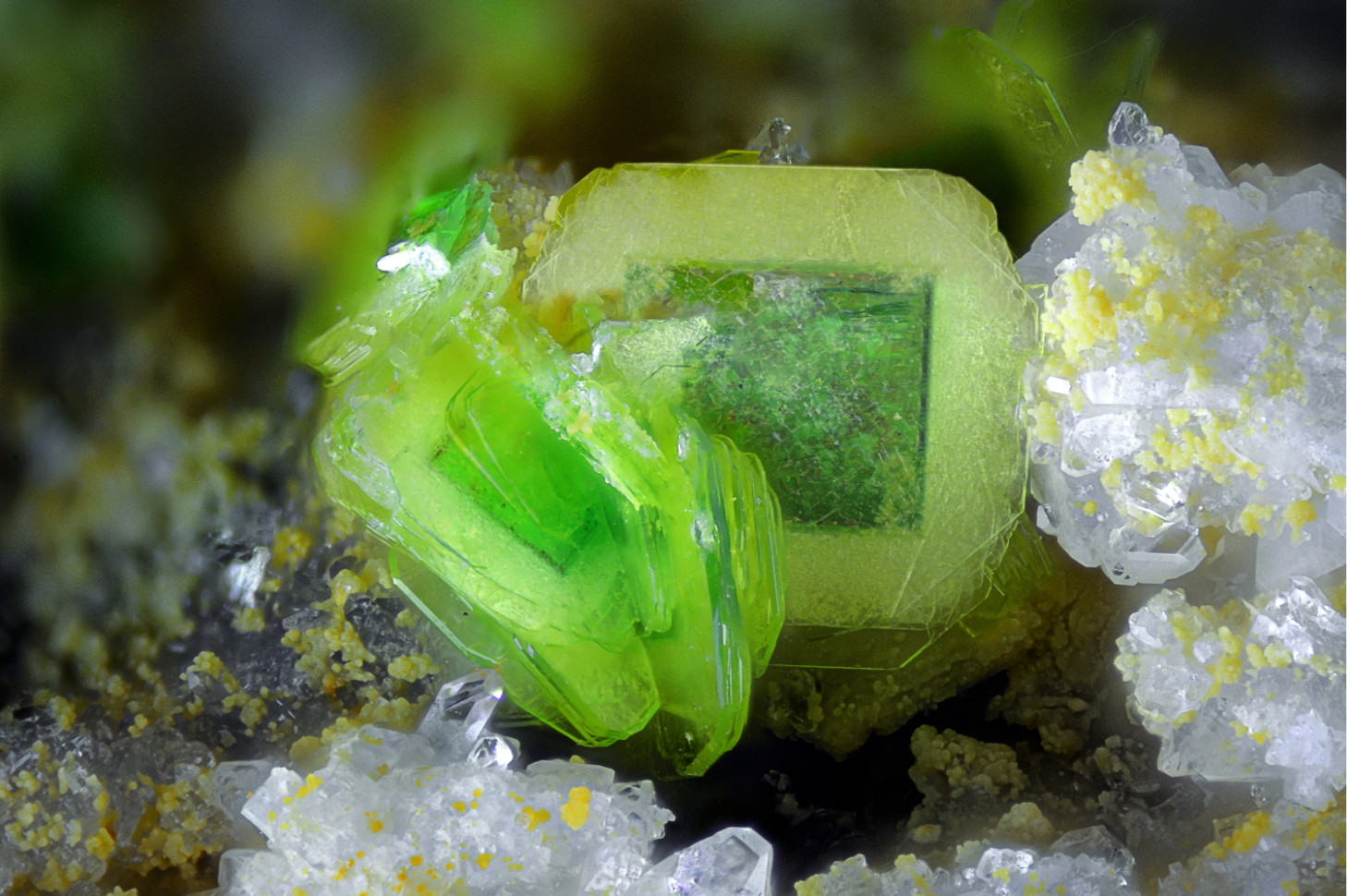
Uranospinite giallo limone, fusa epitassialmente con zeunerite verde (larghezza immagine 2,4 mm)

L'uranospinite diventa fluorescente di colore giallo-verde sotto la luce ultravioletta a onde lunghe e giallo limone brillante sotto la luce UV a onde corte.
A causa dell'uranio e dell'arsenico che contiene, l'uranospinite è radioattiva, altamente tossica e cancerogena. Il primo, in particolare, ha un tempo di permanenza molto lungo nel corpo e lo danneggia enormemente a causa della continua radiazione alfa.
Il minerale ha un'attività specifica di circa 82 kBq/g (per confronto, il potassio naturale ha attività specifica pari a 31,2 Bq/g).
Come per i minerali strutturalmente correlati (saléeite, torbernite e zeunerite), il contenuto d'acqua dell'uranospinite varia da deposito a deposito. L'uranospinite si disidrata facilmente in metauranospinite con 8(H2O).

## Origine e giacitura
L'uranospinite si forma secondariamente durante l'erosione dell'uranio e dei minerali di arsenico (uraninite) nella zona di ossidazione dei depositi idrotermali e sedimentari di uranio.
Nel giacimento di uranio vicino a Schneeberg in Sassonia, l'uranospinite è associata a metazeunerite, metauranocircite, uranofane, trögerite, walpurgite, uranosphaerite, asselbornite così come quarzo, churchite-(Y), bismuto nativo e goethite.
Nel giacimento di Cherkasar in Uzbekistan, l'uranospinite si trova insieme a schoepite, paraschoepite, arsenuranylite, metazeunerite e nováčekite.
Altri eventi documentati includono la "miniera di Clara" vicino a Oberwolfach nella Foresta Nera, la "miniera di Sophia" vicino a Wittichen, la "miniera di Gottesehre" vicino a Urberg, il deposito di uranio di Rabéjac vicino a Lodève (nel dipartimento dell'Hérault) in Francia; a Tyndrum, (nel Perthshire, in Scozia), la "miniera di Talmessi" vicino ad Anarak in Iran; Myponga, Fleurieu-Halbinsel e Mt. Painter, (nelle Flinders Ranges nell'Australia meridionale) e negli Stati Uniti vicino alla contea di San Juan in Colorado, a Spanish Fork nello Utah e nella "Orphan Mine" in Arizona.

## Forma in cui si presenta in natura
I cristalli traslucidi sono di colore giallo limone o giallo-verde fino al verde lucherino. Il colore dello striscio, invece, è giallo chiaro. La densità è di 3,45 g/cm³ e la durezza Mohs è compresa tra 2 e 3.